# (3129) Bonestell
(3129) Bonestell est un astéroïde de la ceinture principale.

## Description
(3129) Bonestell est un astéroïde de la ceinture principale. Il fut découvert le 25 juin 1979 à Siding Spring par Eleanor Francis Helin et Schelte J. Bus. Il présente une orbite caractérisée par un demi-grand axe de 2,70 UA, une excentricité de 0,21 et une inclinaison de 6,9° par rapport à l'écliptique.

## Compléments